# أندي ماثيو
أندي ماثيو (بالإنجليزية: Andy Matthew)‏ (19 يوليو 1932 بكيركالدي في المملكة المتحدة - 1992) هو مدرب كرة قدم ولاعب كرة قدم بريطاني في مركز جناح ‏. لعب مع دونفرملين أثلتيك وريث روفرز ونادي رينجرز ونادي إيست فيف ونادي كاودينبيث لكرة القدم.

## وصلات خارجية
- أندي ماثيو على موقع قاعدة بيانات كرة القدم.إي يو (الإنجليزية)